# Architecture néoclassique au Portugal

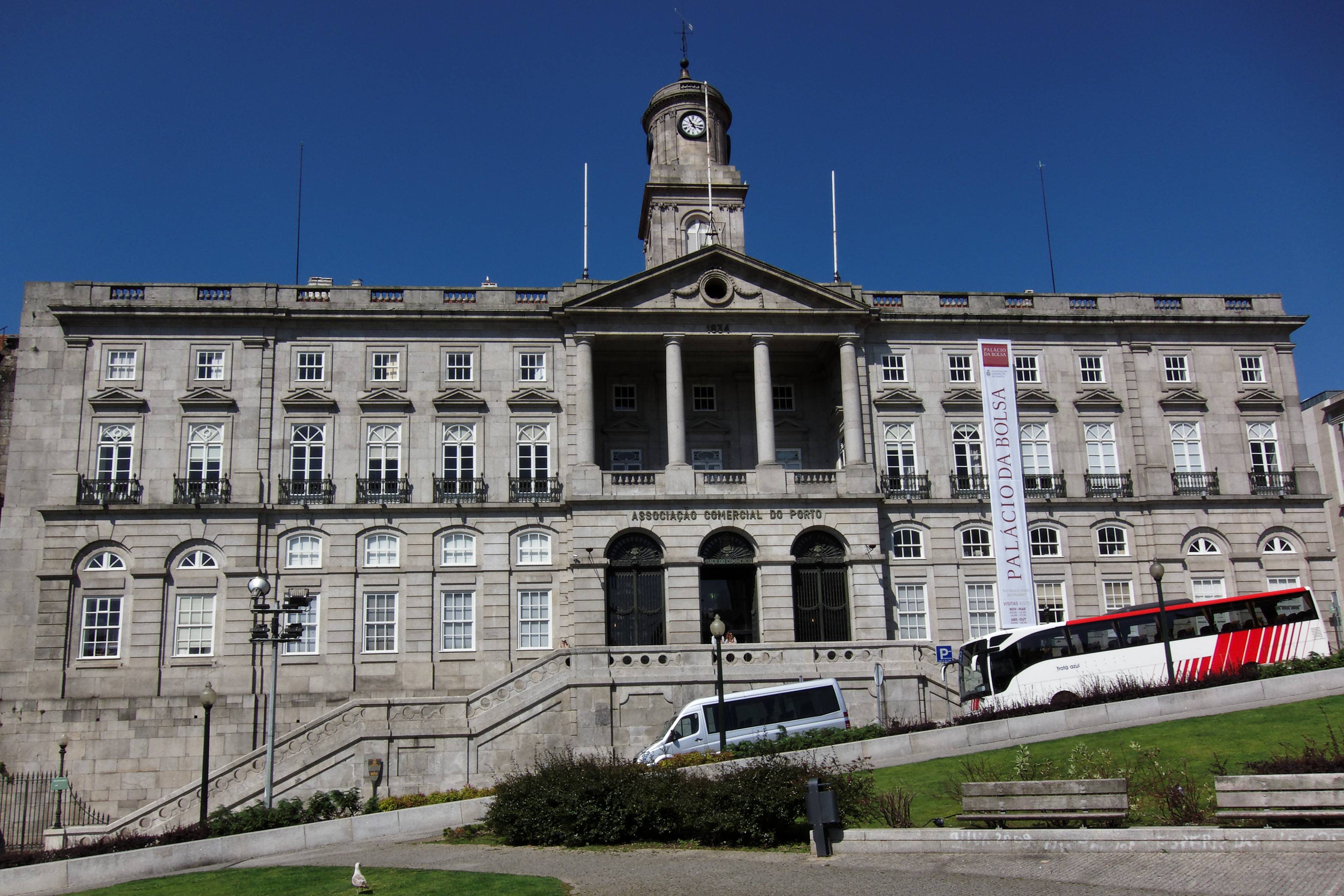
Le Palais de la Bourse de Porto construit en 1842 par Joaquim da Costa e Lima.

L'architecture néoclassique au Portugal couvre une période allant de la fin du XVIIIe siècle jusqu'au milieu du XIXe siècle. L'architecture néoclassique constitue une forte réaction face aux outrances baroques et rococo qui caractérisèrent l'architecture portugaise de la première moitié du XVIIIe siècle, et qui persistèrent dans certains cas jusqu'à la fin du siècle. Le Portugal fut très réceptif aux idées des Lumières qui se développaient alors en France, et la volonté de fonder un Etat moderne et juste eut des répercussions jusque dans l'architecture officielle,.

## Historique

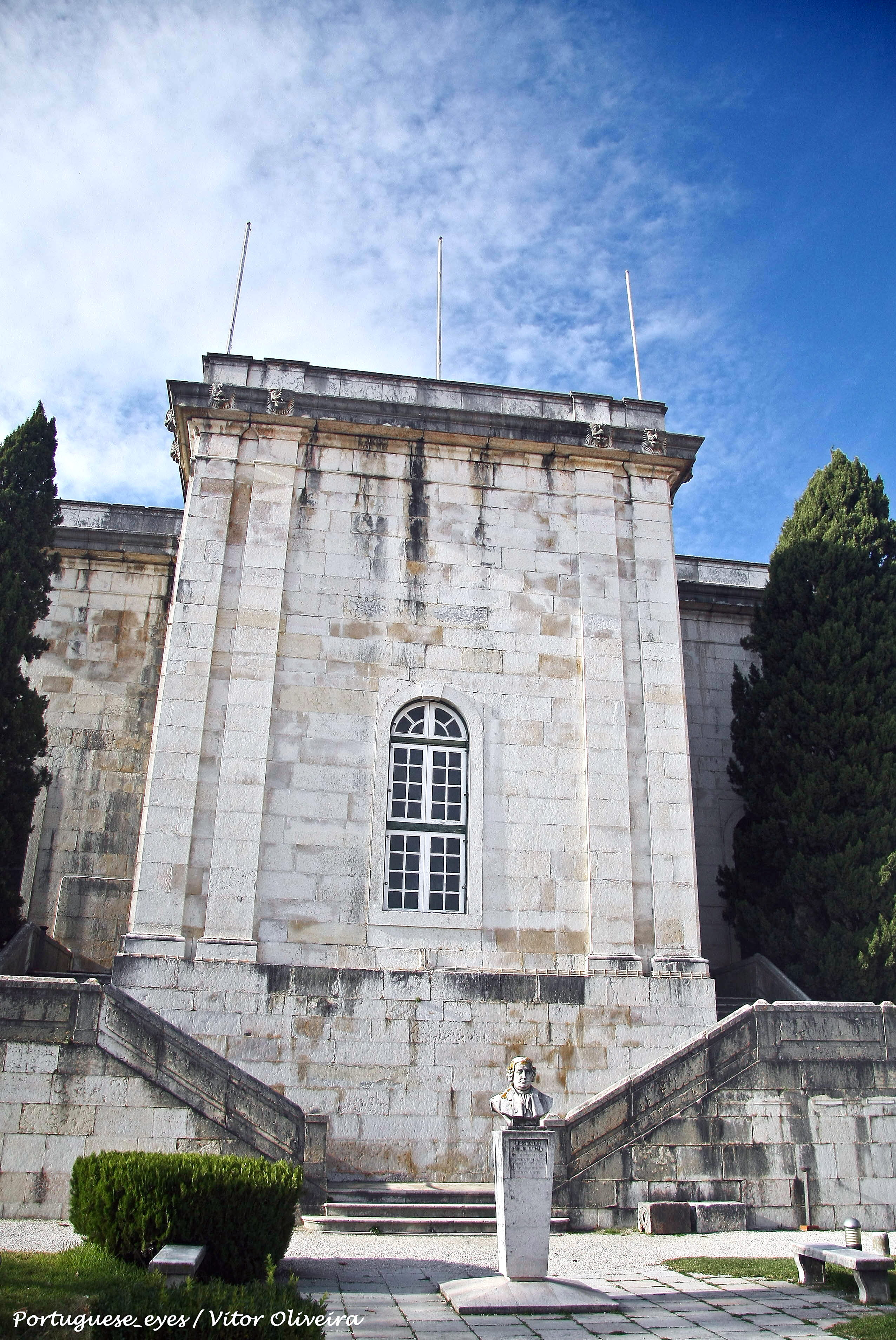
La Mãe d'Água (château d'eau) de Lisbonne, conçue au milieu du XVIIIe siècle par Carlos Mardel.

L'urbanisme fut la première discipline à s'affranchir des conceptions baroques qui prédominèrent jusqu'au milieu du XVIIIe siècle. Le 1er novembre 1755 en effet, un tremblement de terre dévastateur détruisit la majeure partie de Lisbonne, alors capitale d'un empire très puissant, grande cité de 250 000 habitants et qui passait pour être la ville la plus riche d'Europe. Ce qui n'avait pas été détruit par le tremblement de terre le fut par le gigantesque incendie qui s'ensuivit et par un important raz-de-marée, conséquence directe du séisme. Si le Portugal avait accumulé au début du siècle d'incommensurables richesses qui furent investies dans de somptueux monuments, les caisses de l'Etat étaient vides à la mort de Jean V en 1750, laissant Joseph Ier aux rênes d'un pays quasi-exsangue après la catastrophe de 1755. Si l'origine du tremblement de terre fut attribué à un châtiment divin, cela n'empêcha pas le marquis de Pombal de réaménager de façon pragmatique la ville dévastée, en commençant par la ville basse, en s'associant aux architectes Manuel da Maia et Eugénio dos Santos, pour concevoir une véritable ville moderne entre le fleuve et les hauteurs. Le tracé se caractérise par le percement d'axes nord-sud ainsi que de voies cadriées, et par la création de deux places, la Praça do Comércio (où s'élevait auparavant le palais royal) et la Rossio. Carlos Mardel, originaire de Hongrie, conçut les modèles-types de maison, en étudiant leur répartition, leur hauteur et la composition de leur façade. La conception rationnelle prit alors le pas sur la création artistique débridée, et cette reconstruction permit l'un des premiers exemples d'édifices fonctionnels produits en série à des fins pratiques. Si Jean V avait privilégié l'architecte allemand J.-F. Ludwig, c'est son disciple Mattheus Vicente qui fut l'un des grands architectes baroques de la seconde moitié du siècle, prenant le contrepied du néoclassicisme naissant,,.

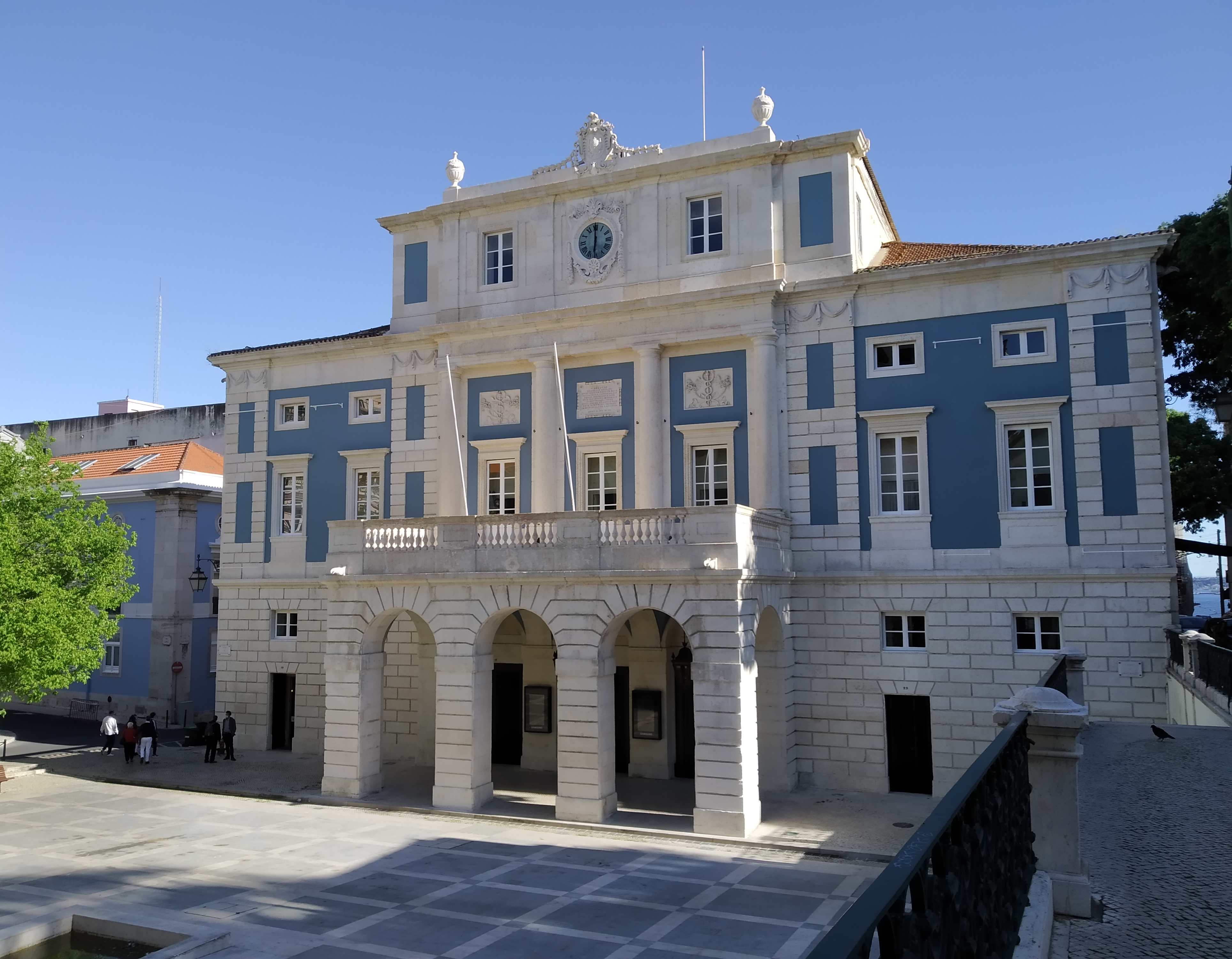
Le Teatro Nacional de São Carlos construit par José da Costa e Silva à Lisbonne en 1793.

La Mãe d'Água, château d'eau construit au milieu du XVIIIe siècle par Carlos Mardel, représente déjà un renoncement aux fantaisies décoratives alors même que sa façade est traitée comme un véritable petit palais classique, dont les blocs monumentaux en ressaut sont ornés de pilastres géminés sveltes, surmontés d'une lourde corniche et percés d'une baie centrale en plein cintre. Les constructions en partie détruites par le tremblement de terre sont reconvertis en immeubles locatifs, et leurs façades sont reconstruites dans un style classique austère, dit pombalien. Les palais furent reconstruits dans un style assez sobre, faisant la part belle cependant aux azulejos. Un grand nombre de constructions luxueuses quoique parcimonieusement ornées ont ainsi été réalisées dans la seconde moitié du XVIIIe siècle du fait de la venue de commerçants étrangers à cette période. Seules les églises furent rebâties en faisant appel à un esprit artistique plus libre, quoiqu'elles présentent beaucoup de similitudes entre elles, puisque conçues sur le modèle de l'église S. Vincente de Fora construite au début du XVIIe siècle.

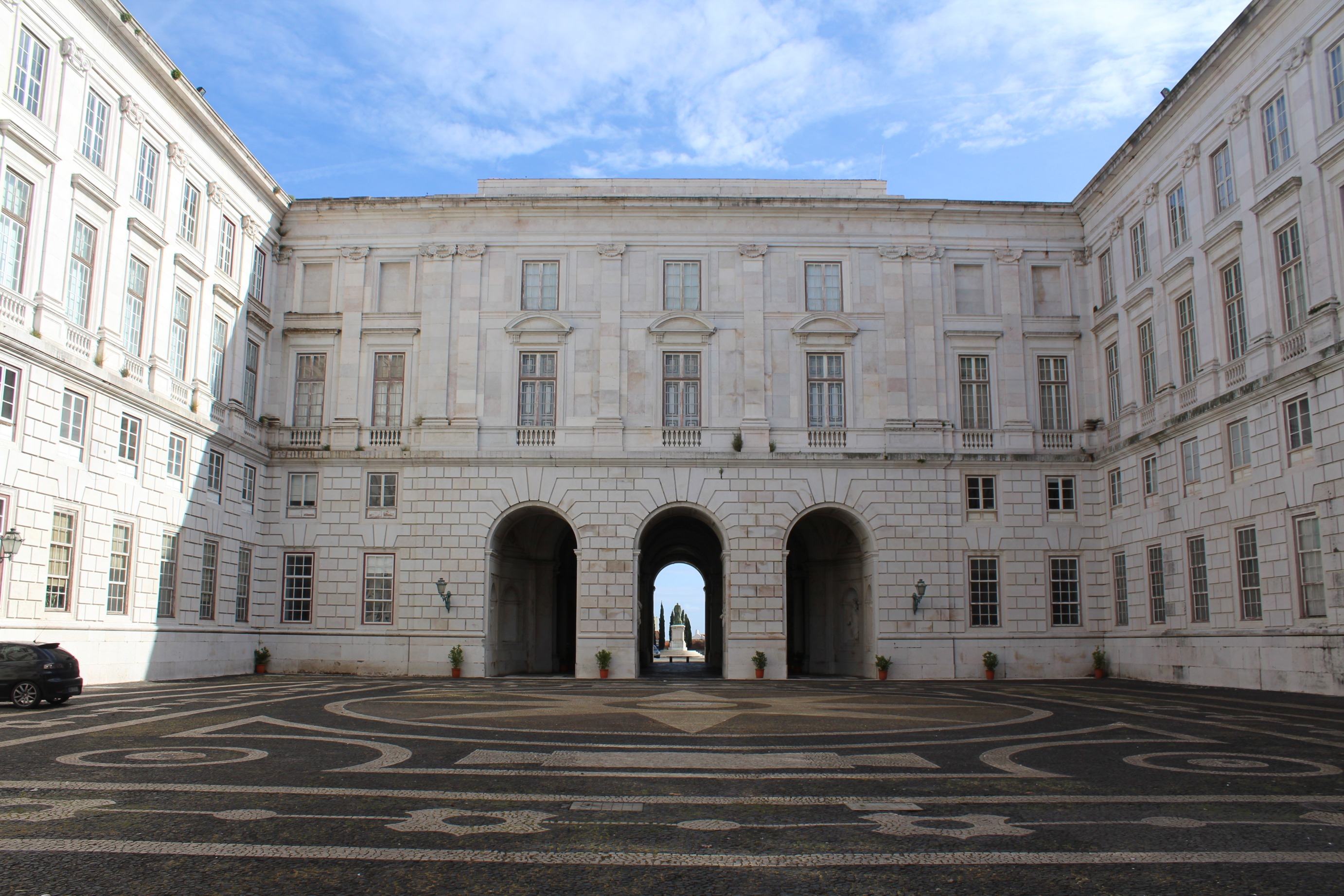
Cour centrale du Palais national d'Ajuda conçu en 1802 par Francesco S. Fabri et José da Costa e Silva.

Le  théâtre São Carlos construit par José da Costa e Silva à Lisbonne en 1793 constitue un des premiers monuments réellement néoclassiques du Portugal. José da Costa e Silva a été formé à Bologne, et s'inspira de la Scala de Milan pour concevoir ce nouveau théâtre, dont la façade est animée par un soubassement à bossages et par un portique à arcades mettant en valeur le corps central dont l'étage noble est marqué par un portique d'ordre toscan surmonté d'un étage d'attique. Cependant, l'architecture de cour mit un certain temps avant d'adopter l'architecture néoclassique, c'est toutefois dans ce style que fut reconstruit le palais d'Ajuda à Lisbonne en 1802 par Francesco S. Fabri et José da Costa e Silva. Durant la première moitié du XIXe siècle, la construction de châteaux néoclassiques connut un grand ralentissement.
Dans le reste du pays, les réalisations de Pombal firent des émules, ainsi la ville de Vila Real do Santo Antonio fut réalisé selon des principes similaires, tout comme le pan de reconstruction de Porto. C'est dans cette ville que fut construit l'hôpital Santo Antonio dans un style palladien par l'architecte anglais John Carr qui le conçut en 1769, sans jamais s'être rendu au Portugal. D'autres édifices palladiens furent édifiés à Porto, notamment la place da Ribeira et la Feitoria Inglesa, où les commerçants anglais, qui avaient le monopole du vin de Porto depuis 1703, se rencontraient. Le Palais de la Bourse de Porto construit en 1842 par Joaquim da Costa e Lima s'inspire également de modèles anglais, bien que ce néoclassicisme tardif précède de peu l'essor de l'architecture éclectique.